# Малага (вино)
Вижте пояснителната страница за други значения на Малага.
Малага е испанско ликьорно (подсилено) вино, което се произвежда в околностите на гр.Малага, в Испания.

## Сортове грозде
Основни сортове, от които се правят най-качествените вина Малага, са Александрийски мускат, Педро Хименес и Мускател. За производство на Малага вина се използва и грозде от сортовете Дорадиля и Айрен.

## Технология
Вината Малага се подсилват с алкохол, добавен след завършването на ферментацията, а специфичният характер на вината идва от добавянето на arrope – редуциран на топлина гроздов сок, много гъст и много сладък. Вината Малага в зависимост от технологията и вложеното грозде биват сладки и сухи, бели и кафяви. По-нискокачествените вина могат да имат различни добавки: vino maestro, vino tierno, arrope и color.

## Категории
В зависимост от срока на отлежаване на виното малага се предлага в няколко категории: Málaga Pálido (неотлежало вино); Málaga (отлежава от 6 до 24 месеца); Málaga Noble (отлежава от 2 до 3 години); Málaga Añejo (отлежава от 3 до 5 години) и Málaga Trasañejo (отлежало повече от 5 години).

## Известни производители
Най-известните испански производители на Малага са компаниите:Bodega Antigua Casa de Guardia, Bodegas Quitapenas, Bodegas Málaga Virgen и Bodegas Gomara.